# Múscul popliti
El múscul  popliti  és un múscul de la cama que es troba a la part posterior del genoll, sota dels músculs gastrocnemis; curt, aplanat i triangular. S'insereix a la part posteroexterna del còndil extern del fèmur, per baix, al llavi superior de la línia obliqua i cara posterior de la tíbia. S'innerva mitjançant el nervi tibial. Actua com a flexor de la cama sobre la cuixa (de l'articulació del genoll), i rotador medial de genoll.
Just a l'altura del genoll, a la part posterior, crea un buit en la inserció dels bessons, anomenat buit o cavitat poplítea, en la qual és molt fàcil prendre el pols i realitzar la inserció de vies per a l'administració de fàrmacs o alimentació parenteral.